# Robert Carricart
Robert Carricart (* 18. Januar 1917 in Bordeaux; † 3. März 1993 in Los Angeles) war ein französisch-US-amerikanischer Schauspieler.

## Leben
Carricart, Sohn einer spanischen Mutter und eines französischen Vaters, begann seine berufliche Laufbahn in den USA am Broadway. Sein Debüt in Antonius und Cleopatra wurde als die Leistung eines exzellenten Talentes beachtet. Er gehörte zur Originalbesetzung des Stückes Die tätowierte Rose. In der Folge mehrten sich Angebote des Fernsehens, woraufhin er Mitte der 1950er Jahre seine Bühnentätigkeiten einstellte und sich auf das neue Medium und ab 1957 auch auf Kinofilme konzentrierte, wo er in zahlreichen Nebenrollen eingesetzt wurde. So war er in der Pilotfolge von Tausend Meilen Staub zu sehen, wurde aber nicht in die Serie übernommen, in der die Rolle des „Wishbone“ dann von Paul Brinegar gespielt wurde.

## Filmografie (Auswahl)
- 1959: Kein Fall für FBI (The Detectives, Fernsehserie, 1 Folge)
- 1962: Ein Sommer in Florida (Follow That Dream)
- 1963: Acapulco (Fun in Acapulco)
- 1964: Goldfieber (Blood on the Arrow)
- 1964: Sieben gegen Chicago (Robin and the 7 Hoods)
- 1965: Schwarze Sporen (Black Spurs)
- 1969: Fahr zur Hölle, Gringo (Land Raiders)
- 1973: Der Don ist tot (The Don is Dead)
- 1976: Columbo: Blutroter Staub (A Matter of Honor, Fernsehserie)
- 1976: Die Straßen von San Francisco (The Streets of San Francisco, Fernsehserie, 1 Folge)